# 聖安東尼奧拉帕斯
聖安東尼奧拉帕斯（西班牙語：San Antonio La Paz），是危地馬拉的城鎮，位於該國東部，由普羅格雷索省負責管轄，面積209平方公里，海拔高度1,391米，2002年人口15,151，人口密度每平方公里72.49人。